# Thai Airways
Thai Airways International (tiếng Thái: การบินไทย) là hãng hàng không quốc gia của Thái Lan, hoạt động chính tại Sân bay Quốc tế Suvarnabhumi Bangkok, và là một thành viên sáng lập của liên minh Star Alliance.

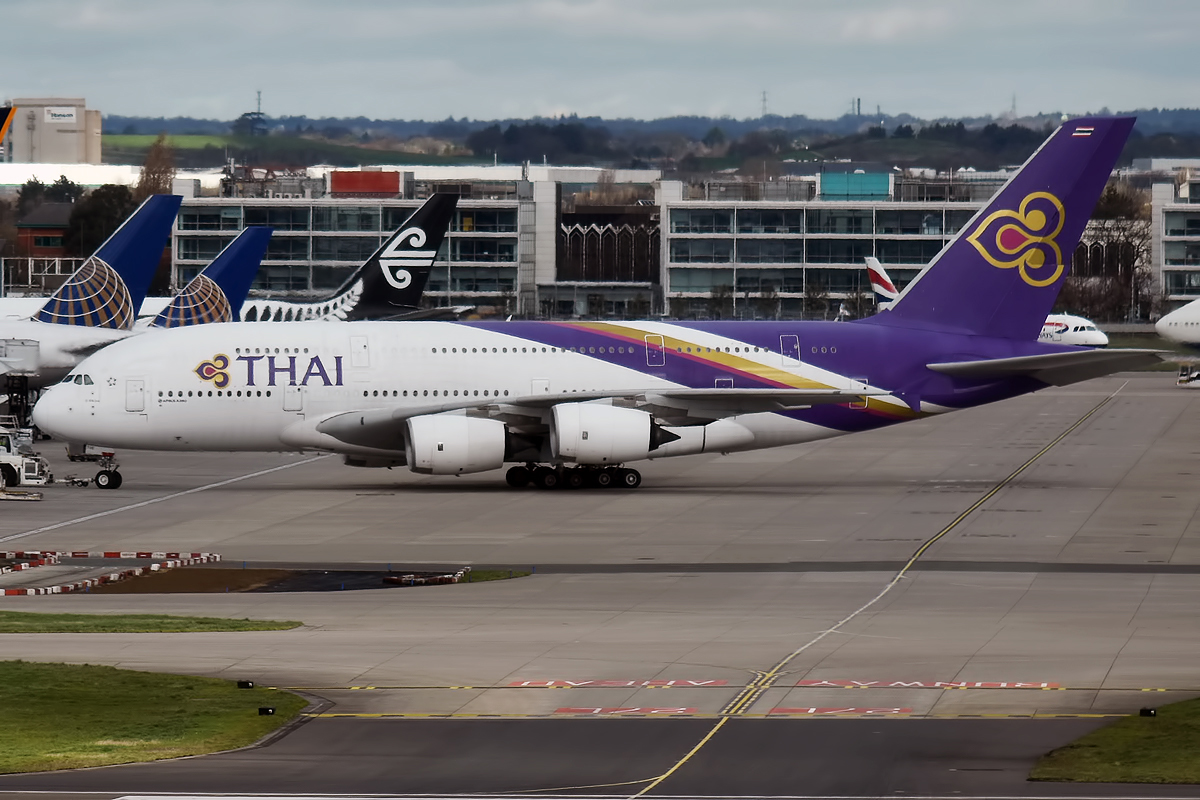
Thai Airways International A380

Thua lỗ của Thai Airways vào năm 2020 gồm cả số tiền chi 1 lần tới 90 tỷ baht phục vụ việc sa thải nhân viên và những tổn thất về máy bay, những tài sản có quyền sử dụng và phụ tùng máy bay. Khoản lỗ ngày càng lớn đã khiến vốn chủ sở hữu của Thai Airways xuống mức âm 127 tỷ baht vào cuối năm ngoái.
Hãng đang bị lỗ chủ yếu do ảnh hưởng của đại dịch khiến hầu hết các dịch vụ bị ngưng trệ. Hãng sẽ trình kế hoạch tái cơ cấu nợ lên một tòa án phá sản ở Bangkok vào ngày 2/3/2021. Thời gian qua, Thai Airways đã bán một số đơn vị, sa thải nhân viên và mở một số kênh mới để tìm kiếm nguồn thu. Đây đều là những nỗ lực nhằm tạo ra thêm doanh thu cũng như bù đắp một phần ảnh hưởng chưa từng có do dịch Covid-19 gây ra khiến ngành công nghiệp du lịch toàn cầu ngưng trệ.
Tổng lỗ ròng của hãng bay này đã lên tới 141,2 tỷ baht (tương đương 4,7 tỷ USD) trong năm 2020. Đây là mức thua lỗ hàng năm lớn nhất trong lịch sử các công ty niêm yết ở Thái Lan theo dữ liệu được tổng hợp bởi Sở giao dịch chứng khoán Thái Lan (SET). Doanh thu của hãng giảm 73,8% xuống còn 48,3 tỷ baht.

## Logo

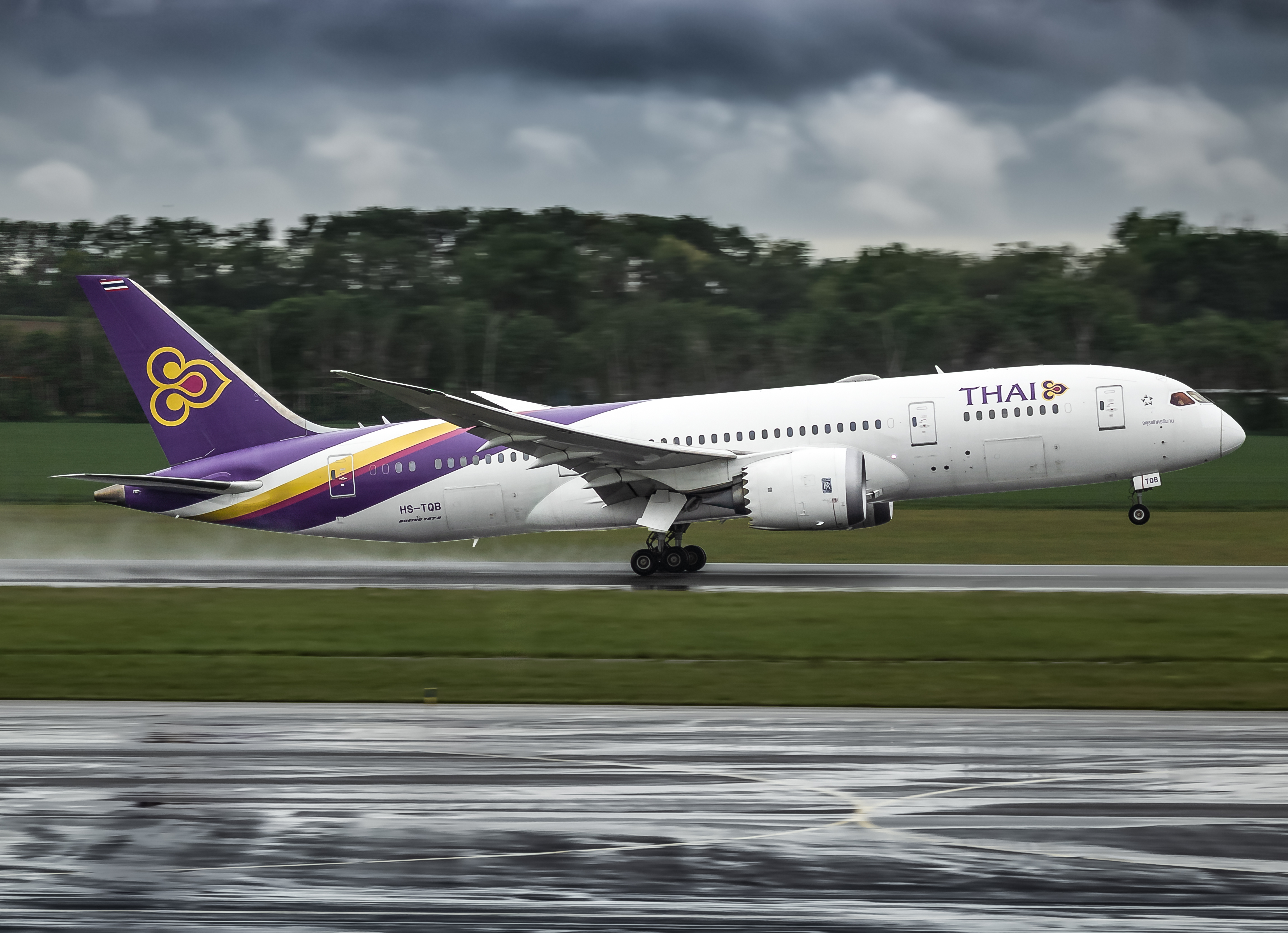
Thai Airways Boeing 787-8

Năm 2006, Thai Airways chuyển trung tâm căn cứ sang Sân bay Suvarnabhumi. Cùng với sự xuất hiện của máy bay mới vào giữa những năm 2000, cũng như trụ sở mới ở Bangkok, hãng đã ra mắt thương hiệu mới bằng cách giới thiệu logo máy bay mới, ghế ngồi máy bay mới, dịch vụ mặt đất và dịch vụ trên máy bay được cải tiến.
Logo phía đuôi máy bay thể hiện cử chỉ lời chào truyền thống của Thái Lan (Wai), và các đường cong thể hiện kiến trúc truyền thống của Thái Lan và cấu trúc trang trí được gọi là lamyong thường thấy trên các mái chùa để phân biệt các phần khác nhau trong logo. Màu vàng tượng trưng cho màu sắc của các ngôi đền Thái Lan, trong khi màu đỏ tươi tượng trưng cho hoa mộc lan, cuối cùng là màu tím tượng trưng cho Hoa phong lan Thái Lan - một màu được sử dụng từ đồng phục đến phối màu khoang máy bay.
Chiếc Boeing 777-300ER (HS-TKF) mang logo Royal Barge Suphannahong

## Thỏa thuận liên danh
- Air Canada
- Air India
- Air New Zealand
- All Nippon Airways
- Asiana Airlines
- Austrian Airlines
- Bangkok Airways
- Brussels Airlines
- EgyptAir
- El Al
- Emirates
- EVA Air
- Gulf Air
- Lao Airlines
- Lufthansa
- Malaysia Airlines
- Oman Air
- Pakistan International Airlines
- Royal Brunei Airlines
- Scandinavian Airlines
- Shenzhen Airlines
- Swiss International Air Lines
- TAP Portugal
- Thai Smile
- Turkish Airlines

## Điểm đến

### Châu Á

#### Đông Á
- Trung Quốc
  - Bắc Kinh (Sân bay quốc tế Thủ Đô Bắc Kinh)
  - Thành Đô (Sân bay Quốc tế Song Lưu Thành Đô)
  - Quảng Châu (Sân bay quốc tế Bạch Vân Quảng Châu)
  - Hồng Kông (Sân bay Quốc tế Hong Kong)
  - Côn Minh (Sân bay quốc tế Vu Gia Bá)
  - Thượng Hải (Sân bay quốc tế Phố Đông Thượng Hải)
  - Hạ Môn (Sân bay Quốc tế Hạ Môn Cao Khi)
  - Trùng Khánh (Sân bay quốc tế Giang Bắc Trùng Khánh)
- Nhật Bản
  - Thai Airways, Airbus A350-900Fukuoka (Sân bay Fukuoka)
  - Nagoya (Sân bay quốc tế Chubu)
  - Osaka (Sân bay quốc tế Kansai)
  - Tokyo (Sân bay quốc tế Narita)

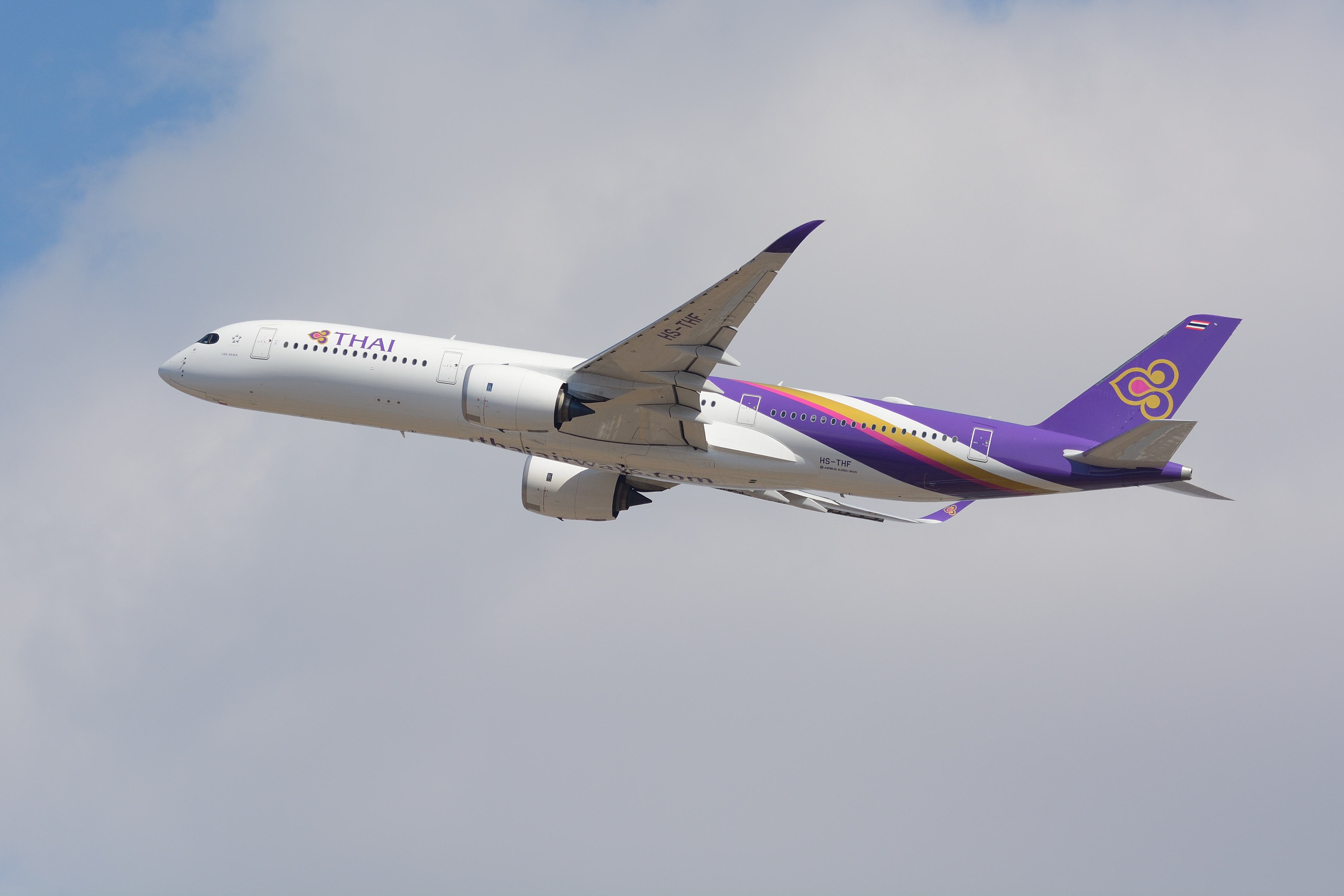
Thai Airways, Airbus A350-900

  - Sapporo (Sân bay quốc tế Sapporo New Chitose)
- Hàn Quốc
  - Busan (Sân bay quốc tế Gimhae)
  - Seoul (Sân bay quốc tế Incheon)
- Đài Loan
  - Đài Bắc (Sân bay quốc tế Đào Viên Đài Loan)

#### Đông Nam Á
- Campuchia
  - Phnom Penh (Sân bay quốc tế Phnôm Pênh)
- Indonesia
  - Thai Airways B747-400Denpasar (Sân bay Ngurah Rai)

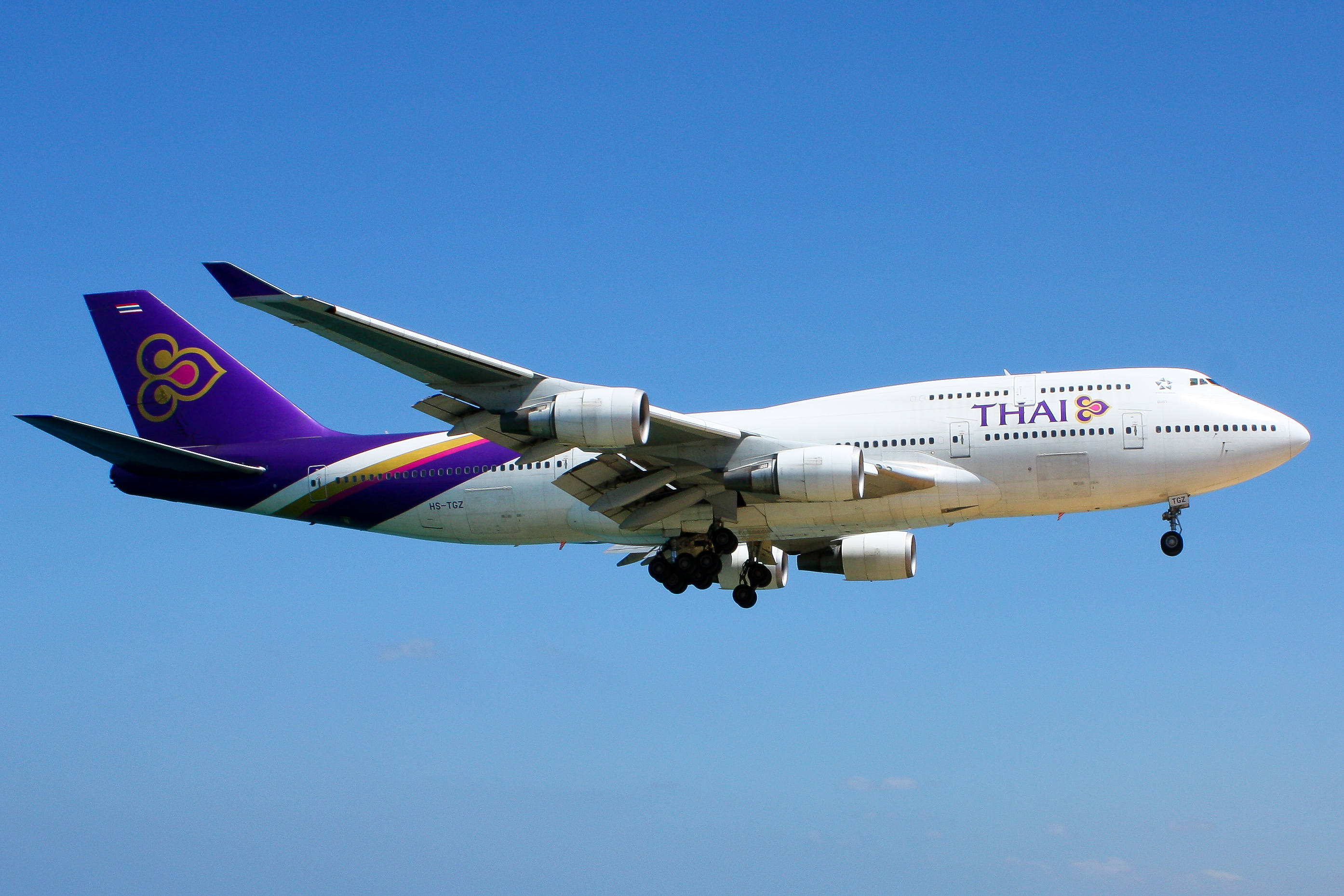
Thai Airways B747-400

  - Jakarta (Sân bay Quốc tế Soekarno-Hatta)
- Lào
  - Vientiane (Sân bay quốc tế Wattay)
  - Luangprabang (Sân bay quốc tế Luang Prabang)
- Malaysia
  - Kuala Lumpur (Sân bay Quốc tế Kuala Lumpur)
  - Penang (Sân bay quốc tế Penang)
- Myanmar
  - Yangon (Sân bay quốc tế Yangon)
- Philippines
  - Manila (Sân bay quốc tế Ninoy Aquino)
- Singapore
  - Singapore (Sân bay Quốc tế Changi Singapore)
- Thái Lan
  - A300 Thai Airways InternationalBangkok

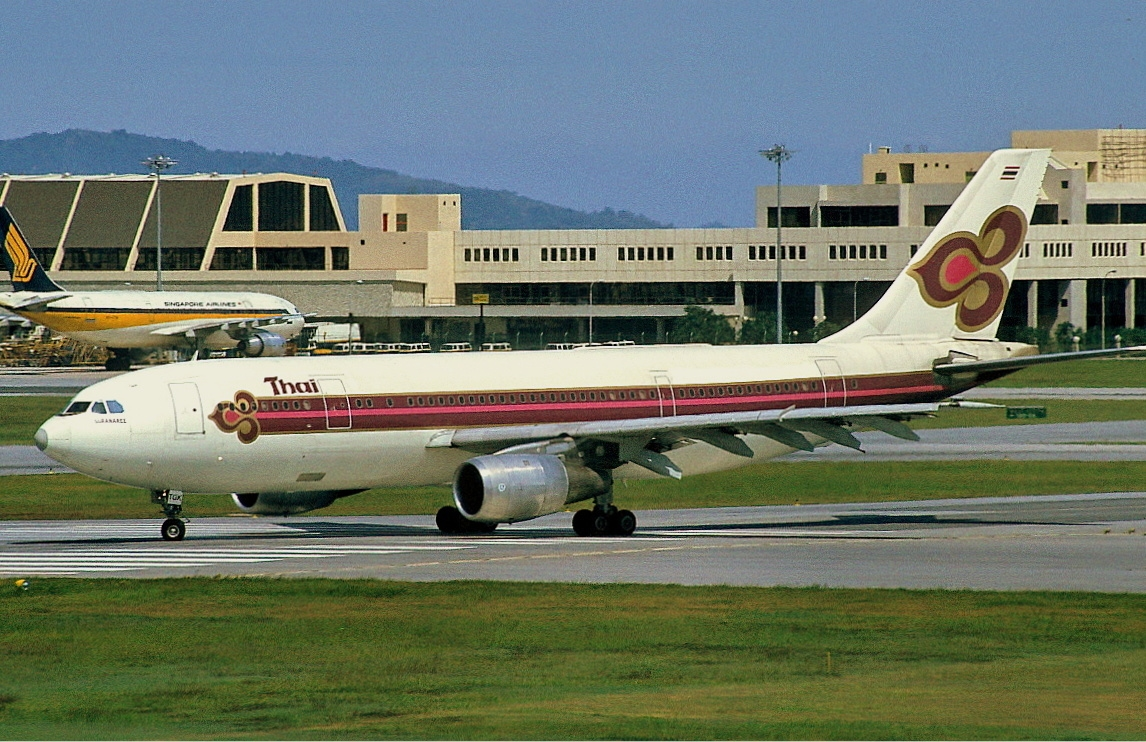
A300 Thai Airways International

    - (Sân bay quốc tế Suvarnabhumi) Trụ sở chính
    - (Sân bay quốc tế Bangkok) Trụ sở nội địa

  - Chiang Mai (Sân bay quốc tế Chiang Mai)
  - Chiang Rai (Sân bay quốc tế Chiang Rai)
  - Hat Yai (Sân bay quốc tế Hat Yai)
  - Khon Kaen (Sân bay Khon Kaen)
  - Ko Samui (Sân bay Samui)
  - Krabi (Sân bay Krabi)
  - Mae Hong Son (Sân bay Mae Hong Son)
  - Phitsanulok (Sân bay Phitsanulok)
  - Phuket (Sân bay quốc tế Phuket)
  - Surat Thani (Sân bay Surat Thani)
  - Ubon Ratchathani (Sân bay Ubon Ratchathani)
  - Udon Thani (Sân bay Udon Thani)
- Việt Nam
  - Hà Nội (Sân bay quốc tế Nội Bài)
  - Thành phố Hồ Chí Minh (Sân bay quốc tế Tân Sơn Nhất)

#### Nam Á
- Bangladesh
  - Dhaka (Sân bay quốc tế Zia)
  - Chittagong (Sân bay quốc tế Shah Amanat)
- Ấn Độ
  - Bangalore (Sân bay quốc tế HAL)
  - Chennai (Sân bay quốc tế Chennai)
  - Gaya (Sân bay quốc tế Gaya)
  - Hyderabad (Sân bay quốc tế Rajiv Gandhi)
  - Kolkata (Sân bay quốc tế Netaji Subhash Chandra Bose)
  - Mumbai (Sân bay quốc tế Chatrapati Shivaji)
  - New Delhi (Sân bay quốc tế Indira Gandhi)
  - Varanasi (Sân bay quốc tế Varanasi)
- Nepal
  - Kathmandu (Sân bay quốc tế Tribhuvan)
- Pakistan
  - Islamabad (Sân bay quốc tế Islamabad)
  - Karachi (Sân bay quốc tế Jinnah)
  - Lahore (Sân bay quốc tế Allama Iqbal)
- Sri Lanka
  - Colombo (Sân bay quốc tế Bandaranaike)

#### Tây Nam Á
- Oman
  - Muscat (Sân bay quốc tế Seeb)
- Các Tiểu vương quốc Ả Rập Thống nhất
  - Dubai (Sân bay quốc tế Dubai)

### Châu Âu
- Đan Mạch
  - Copenhagen (Sân bay Copenhagen)
- Pháp
  - Paris (Sân bay quốc tế Charles de Gaulle)
- Đức
  - Frankfurt (Sân bay quốc tế Frankfurt)
  - Munich (Sân bay quốc tế Munich)
- Hy Lạp
  - Athens (Sân bay quốc tế Athens)
- Ý
  - Milan (Sân bay quốc tế Malpensa)
  - Roma (Sân bay quốc tế Leonardo da Vinci)
- Nga
  - Moskva (Sân bay quốc tế Domodedovo)
- Na Uy
  - Oslo (Sân bay Oslo)
- Thụy Điển
  - Stockholm (Sân bay quốc tế Arlanda)
- Thụy Sĩ
  - Zürich (Sân bay quốc tế Zurich)
- Bỉ
  - Brussels (Sân bay Bruxelles)
- Anh
  - Luân Đôn (Sân bay quốc tế Heathrow)

### Bắc Mỹ
- Mỹ
  - California
    - Los Angeles (Sân bay quốc tế LAX)

  - New York
    - New York (Sân bay quốc tế John F. Kennedy)

### Châu Đại Dương
- Úc
  - New South Wales
    - Sydney (Sân bay quốc tế Kingsford Smith)

  - Queensland
    - Brisbane (Sân bay quốc tế Brisbane)

  - Victoria
    - Melbourne (Sân bay Melbourne)

  - Tây Úc (tiểu bang)
    - Perth (Sân bay Perth)
- New Zealand
  - Auckland (Sân bay quốc tế Auckland)

### Các điểm đến trước đây

#### Châu Phi
- Ai Cập
  - Cairo

#### Châu Á
Đông Á
- Trung Quốc
  - Cảnh Hồng
- Đài Loan
  - Cao Hùng

Đông Nam Á
- Brunei
  - Bandar Seri Begawan
- Indonesia
  - Surabaya
- Malaysia
  - Kota Kinabalu
  - Langkawi
- Thái Lan
  - Buri Ram
  - Lampang
  - Loei
  - Mae Sot
  - Nakhon Phanom
  - Nakhon Ratchasima
  - Nakhon Si Thammarat
  - Nan
  - Narathiwat
  - Pattani
  - Phetchabun
  - Phrae
  - Sakhon Nakhon
  - Tak
  - Trang
  - Rayong (U-Tapao)
- Việt Nam
  - Đà Nẵng

Tây Nam Á
- Bahrain
  - Manama
- Iraq
  - Baghdad
- Ả Rập Xê Út
  - Dhahran
  - Riyadh
- Các Tiểu vương quốc Ả Rập Thống nhất
  - Abu Dhabi

#### Châu Âu
- Phần Lan
  - Helsinki
- Đức
  - Dusseldorf
- Hà Lan
  - Amsterdam
- Thụy Sĩ
  - Genève
- Thổ Nhĩ Kỳ
  - Istanbul

#### Bắc Mỹ
- Canada
  - Toronto
- Mỹ
  - Dallas
  - Seattle

#### Châu Đại Dương
- Úc
  - Melbourne
  - Sydney
- Nouvelle-Calédonie
  - Nouméa
- Guam
  - Hagåtña
- New Zealand
  - Auckland

### Đội tàu bay chở khách
Tàu bay của Thai Airways International tính đến tháng 7 năm 2024:
Tuổi trung bình của đội máy bay của hãng này là 9,3 năm, số liệu tháng 1 năm 2019.